# Top Race NOA
La Top Race NOA fue un campeonato argentino de automovilismo de carácter zonal. Se trataba de una división de la categoría nacional Top Race, creada sobre la base de la divisional Top Race Junior, la cual había sido desactivada en 2013. La Top Race NOA, fue proyectada en 2012 en conjunto entre Top Race y la escuadra SDE Competición e inaugurada oficialmente en el segundo semestre de 2013.
Esta categoría fue creada sobre la base de la desaparecida divisional Top Race Junior, categoría que cumplía el rol de formadora de pilotos, dentro del organigrama de Top Race y que fuera discontinuada en 2013. 
Con respecto a ello, la Top Race NOA fue creada como categoría zonal, persiguiendo el viejo propósito de la desaparecida TR Júnior, de colaborar en la formación de talentos para el automovilismo nacional. El hecho de ser recategorizada al rango de zonal, obedece a la intención de buscar nuevos talentos en el interior de la República Argentina, principalmente en las provincias del Norte Grande Argentino. 
Esta categoría continuó con la filosofía instaurada por Top Race en 2005, de desarrollo de competencias con unidades fabricadas de manera 100% artesanal, siendo de esta forma la primera categoría zonal de este tipo en Argentina. Inicialmente, su parque automotor estaba desarrollado sobre la base del parque que utilizara hasta 2013 la Top Race Junior, dando paso en 2015 a su propio parque de prototipos, desarrollados sobre la base de réplicas del modelo de producción Fiat Linea, los cuales serían identificados con las distintas marcas del mercado automotor argentino a través del ploteo de sus insignias y distintivos, utilizando la filosofía inaugurada en 2014 por la divisional nacional Top Race Series.
Finalmente y tras haber desarrollado tres temporadas entre 2013 y 2015, a partir de 2016 se anunciaría el pase de la Top Race NOA a nivel nacional, renombrándola nuevamente con la antigua denominación de Top Race Junior.

## Historia
En 2011 y con el objetivo de generar un espectáculo de mayor despliegue tecnológico, Top Race anunció la creación de un nuevo parque automotor para su divisional mayor TRV6. De esta manera, la categoría pasaría a contar con tres tipos de parque automotor, ya que al nuevo formato de la divisional TRV6, se le sumarían los parques de la primitiva TRV6 y el de su divisional telonera que fuera rebautizada como Top Race Series. En ese sentido, tras la presentación oficial y efectiva de la nueva categoría en el año 2012, el parque automotor de la Top Race Series recuperaría la denominación con la que fuera creada en 2007, Top Race Junior, mientras que el primitivo parque del TRV6, pasaba a denominarse TR Series.
Ante esta alternativa y observando en la categoría Júnior un buen ejemplo para desarrollo de una categoría de aprendizaje, el piloto santiagueño Marcos Vázquez, quien se había hecho cargo de la dirección del equipo SDE Competición, iniciaría tratativas con Top Race, proponiendo la idea de crear una categoría zonal, altamente accesible y con la finalidad de promover nuevos valores para el automovilismo argentino. Su propuesta a su vez, tenía como objetivo el desarrollo y lanzamiento de nuevos pilotos surgidos principalmente, de la región Noroeste del país. De esta forma, en 2012, Top Race y el equipo SDE Competición suscriben un acuerdo de adquisición de unidades por parte de esta escuadra, para la creación de una nueva categoría zonal. Debido a su ubicación dentro de la región Noroeste, la nueva divisional fue bautizada como Top Race NOA.

### Inauguración
Si bien la firma de los acuerdos y el lanzamiento de la categoría se sucedieron en 2012, la misma debió esperar hasta 2013 para establecer su primera temporada oficial. En esa temporada, el Top Race había iniciado su calendario poniendo en pista a sus tres principales divisiones: La TRV6, la Top Race Series y la Top Race Junior. Sin embargo, una fuerte crisis económica azotaría las acciones del Top Race, amenazando y poniendo en duda la continuidad de toda la categoría.
Al mismo tiempo, su tercera división (TR Júnior) comenzaría a experimentar una verdadera merma en cuanto a su convocatoria, no llegando a superar la decena de pilotos en cada presentación, lo que finalmente terminaría haciendo ver que la Júnior solamente generaba pérdidas en materia financiera. Asimismo, se debía urgentemente efectuar recortes presupuestarios, debido a las deudas mantenidas por los desarrollos de las nuevas unidades de la división TRV6. Por tal motivo, Top Race tomaría la determinación de cancelar de manera definitiva las acciones de la divisional Top Race Junior y delegaría la administración de la misma en el equipo SDE Competición. La última competencia del Top Race Junior, tuvo lugar el 26 de mayo de 2013 en el Autódromo Eusebio Marcilla de la localidad de Junín, tras lo cual el parque automotor de la ex-TR Júnior finalmente sería absorbido por la mencionada escuadra, destinando el mismo a la creación de su nueva categoría.
Una vez con el parque en su poder, el SDE Competición pondría proa a su proyecto y finalmente, el día 21 de julio de 2013 presentaría en sociedad al Top Race NOA, una nueva categoría zonal en el interior de la República Argentina y la primera del país en su tipo. En su primera carrera, al piloto tucumano Pablo Ortega, al comando de un Ford Mondeo II, le cupo el honor de ser su primer ganador, mientras que el podio fue completado por el jujeño Sebastián Gurrieri (quien también ese año había corrido para el TR Júnior) y el santiagueño Eduardo Maidana. La inauguración oficial del Top Race NOA contó con las presencias de directivos de Top Race, del director de la divisional Marcos Vázquez y del entonces gobernador de Santiago del Estero, Gerardo Zamora.

### Objetivos de la categoría
Los objetivos perseguidos por la Top Race NOA básicamente se tratan de los mismos que ideara Top Race para su divisional Top Race Junior, siendo destinada a la búsqueda y promoción de talentos surgidos de las categorías de karting o bien, de los zonales de automovilismo, principalmente dentro de la región Noroeste, aunque de la misma también participan pilotos de otras regiones como Cuyo y el Nordeste Argentino. Asimismo, las actividades de Top Race NOA se complementan con la institución de la primera escuela de pilotos del interior del país, donde quienes estén interesados en iniciar una carrera deportiva dentro del deporte motor, tendrán la posibilidad de desarrollar clases teóricas y prácticas, con cursos dictados a cargo de corredores profesionales.
La infraestructura del Top Race NOA se completa con las instalaciones de la fortaleza de la categoría, instalada en el recinto del Autódromo Internacional de Termas de Río Hondo. Es además el centro operativo de la escuadra SDE Competición, en la cual se llevan a cabo las tareas de preparación, tanto de los prototipos del TR NOA, como de los vehículos que intervienen en cada competencia nacional de las divisionales TRV6 y Top Race Series.

### Circuitos
Originalmente, las competencias de la Top Race NOA se desarrollaban casi con exclusividad en Termas de Río Hondo. En 2014 se disputó una fecha en La Rioja y una en Salta. En 2015 se disputó una fecha en La Rioja y una en Alta Gracia. En 2016, la renombrada Top Race Junior pasó a acompañar a las categorías mayores, cambiando así de un calendario regional a federal.

### Historia
La Top Race NOA había dado inicio en la segunda mitad de 2013, presentando en pista un parque automotor conformado por unidades adquiridas a la Top Race, que pertenecieron a la cancelada divisional Top Race Junior. Las mismas fueron reacondicionadas por el equipo SDE Competición que asumió de manera plenipotencial la atención y puesta en pista de las mismas. En este sentido, se llevaron a cabo 6 fechas de manera exclusiva en el Autódromo de Termas de Río Hondo, que culminaron con la coronación de Eduardo Maidana al comando de un Ford Mondeo II.
Tras el título de Maidana, en 2014 se encaró el primero torneo largo de esta categoría, el cual se desarrolló a lo largo de 10 fechas, con la particularidad de visitar otros circuitos como el Autódromo Martín Miguel de Güemes de la provincia de Salta, o el Autódromo Ciudad de La Rioja, en la provincia homónima. En esta temporada, comenzaron a surgir diferentes situaciones que pusieron en duda la administración por parte de la comisión directiva: Un plantel de pilotos muy inestable, competidores que solo corrían como invitados y que no puntuaban por el campeonato y la puesta en práctica de un recambio en el parque automotor sobre el desarrollo del torneo, fueron objeto de cuestionamientos sobre la administración de la categoría. Aun así, las acciones cerraron al cabo de las 10 fechas coronando a Peter Olaz como nuevo campeón sobre un Ford Mondeo II.
En la temporada 2015, el panorama mostró más de lo mismo: Pilotos que no quedaban fijos en sus puestos, invitados que no sumaban, puntos que se perdían y una dirigencia que no facilitaba las cosas a sus competidores. A todo esto, se sumó la puesta en marcha del plan de renovación total de la categoría, reemplazando los antiguos carrozados "Junior" por nuevas carrocerías de diseño similar al modelo Fiat Linea, con identificación genérica para cada piloto. De esta manera, el último campeonato de Top Race NOA se cerró al cabo de 11 presentaciones, coronando a Juan Ortega como su nuevo monarca al comando de un prototipo identificado con los rasgos de diseño del modelo Audi S6.
Tras este último campeonato, la dirigencia nacional de Top Race comenzó a plantearse la posibilidad de incluir en sus calendarios a la divisional NOA, con el fin de poder mejorar la pálida imagen mostrada tras la temporada 2015. Finalmente y al cabo de haberse corrido las dos primeras fechas, Top Race tomó la determinación de terminar de volver a incluir una división menor en su calendario, dando por finalizadas las acciones de la Top Race NOA y restituyendole a la divisional su antiguo nombre de Top Race Junior.

## Campeones
| Temporadas | Campeones       | Automóvil      |
| ---------- | --------------- | -------------- |
| 2013       | Eduardo Maidana | Ford Mondeo II |
| 2014       | Peter Olaz      | Ford Mondeo II |
| 2015       | Juan Ortega     | Audi S6 NOA    |

## Modelos homologados

2015
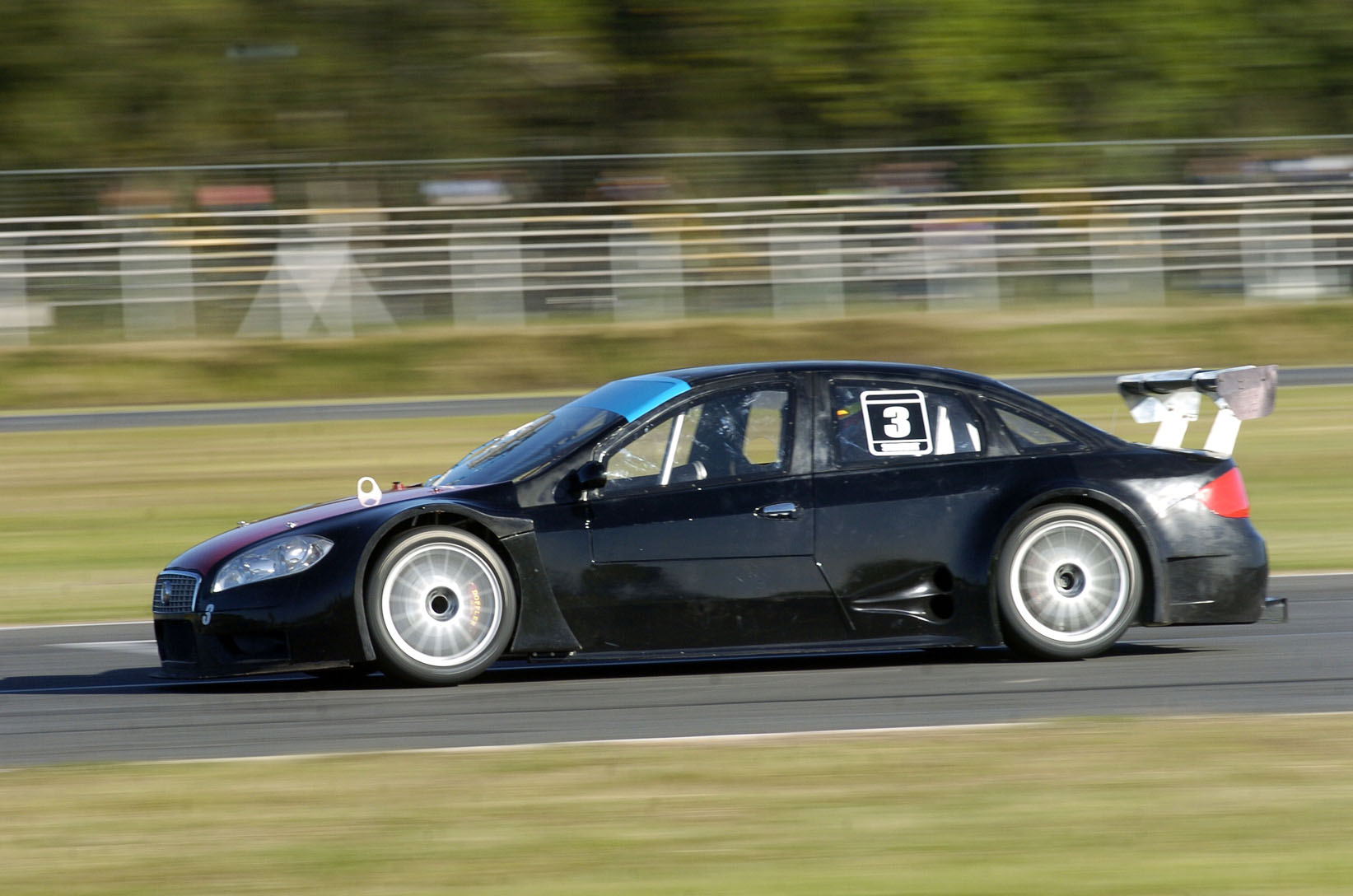
Prototipo NOA

En sus dos primeras temporadas, el Top Race NOA presentó su parque automotor basado en el antiguo parque dejado por la extinta divisional Top Race Junior, en el cual los modelos homlogados para competir fueron el Alfa Romeo 156, el Chevrolet Vectra II, el Fiat Linea y el Ford Mondeo II. Para ello, fueron construidos carrozados especiales que imitaban las líneas de los mencionados modelos de producción. 
A partir de la temporada 2015, la categoría decide reestructurar su parque automotor con la implementación de un único carrozado genérico que llevara el nombre de Prototipo NOA, el cual a pesar de imitar la línea de diseño del modelo Fiat Linea, permitía su identificación con otras marcas y modelos a partir del ploteado de calcomanías que imitasen los rasgos característicos de los frontales de modelos de producción como el Chevrolet Cruze, el propio Linea, el Mercedes-Benz CLA u otros modelos que no fueran utilizados como el Audi S6 o el Toyota Corolla.

2013-2014
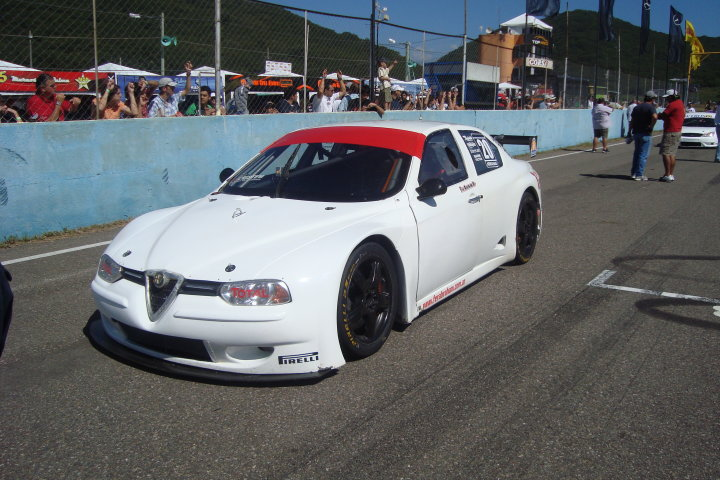
Alfa Romeo 156
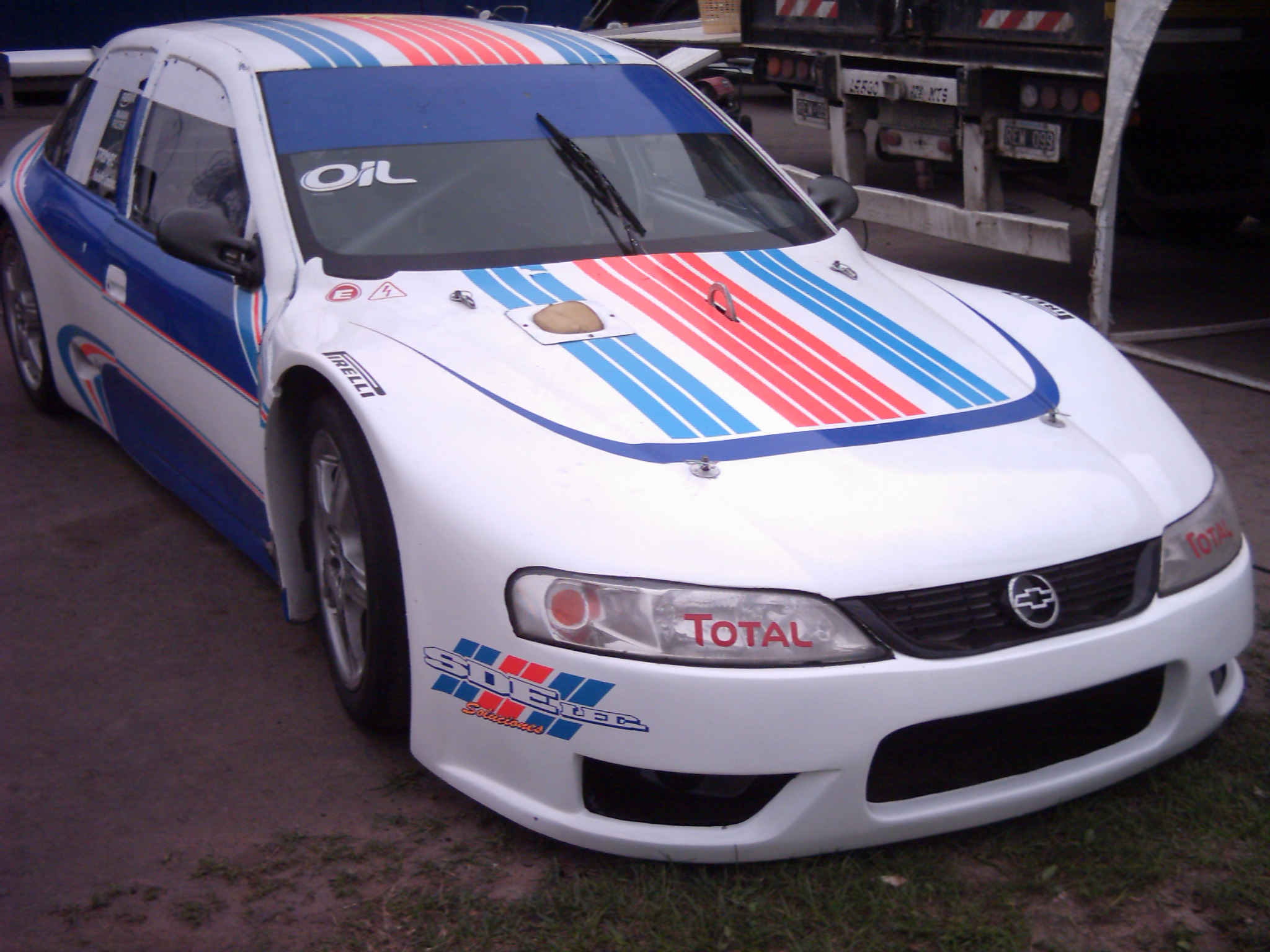
Chevrolet Vectra II
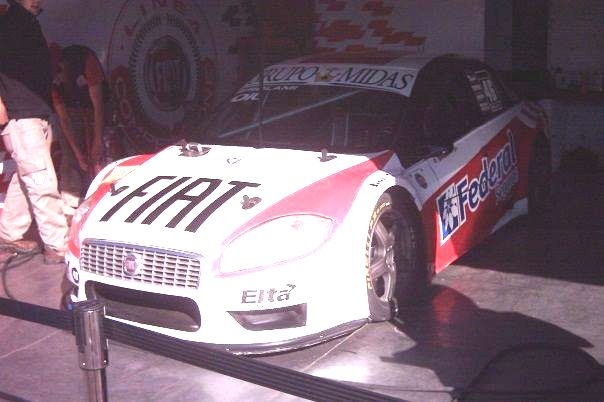
Fiat Linea
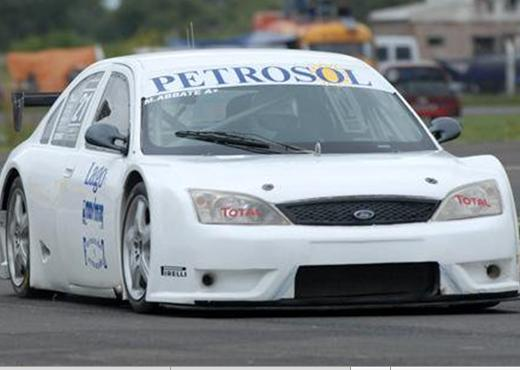
Ford Mondeo II

- 2015
- Prototipo NOA